# Kasper Thustrup
Kasper Ole Granau Thustrup (født 5. august 1987 i Kolding) er en forhenværende cykelrytter og nuværende erhvervsleder fra Danmark. Ved DM i landevejscykling 2005 blev han danmarksmester i enkeltstart for juniorer.